# Stadsprijs Geraardsbergen 1972
De 41e editie van de Belgische wielerwedstrijd Stadsprijs Geraardsbergen werd verreden op 30 augustus 1972. De start en finish vonden plaats in Geraardsbergen. De winnaar was Dirk Baert, gevolgd door Roger Kindt en Willy Van Malderghem.

## Uitslag
| Stadsprijs Geraardsbergen 1972 |                      |                                  |      |
| Plaats                         | Naam                 | Ploeg                            | Tijd |
| Winnaar                        | Dirk Baert           | Beaulieu-Flandria                |      |
| 2                              | Roger Kindt          | De Gribaldy-Magniflex-Van Cauter |      |
| 3                              | Willy Van Malderghem | Watney-Avia                      |      |

1912 · 1913 · 1914–1926 · 1927 · 1928–1932 · 1933 · 1934 · 1935 · 1936 · 1937 · 1938 · 1939 · 1940 · 1941 · 1942 · 1943 · 1944 · 1945 · 1946 · 1947 · 1948 · 1949 · 1950 · 1951 · 1952 · 1953 · 1954 · 1955 · 1956 · 1957 · 1958 · 1959 · 1960 · 1961 · 1962 · 1963 · 1964 · 1965 · 1966 · 1967 · 1968 · 1969 · 1970 · 1971 · 1972 · 1973 · 1974 · 1975 · 1976 · 1977 · 1978 · 1979 · 1980 · 1981 · 1982 · 1983 · 1984 · 1985 · 1986 · 1987 · 1988 · 1989 · 1990 · 1991 · 1992 · 1993 · 1994 · 1995 · 1996 · 1997 · 1998 · 1999 · 2000 · 2001 · 2002 · 2003 · 2004 · 2005 · 2006 · 2007 · 2008 · 2009 · 2010 · 2011 · 2012 · 2013 · 2014 · 2015 · 2016 · 2017 · 2018 · 2019 · 2020 · 2021 · 2022